# Microdon beebei
Microdon beebei är en tvåvingeart som beskrevs av Charles Howard Curran 1936. Microdon beebei ingår i släktet myrblomflugor, och familjen blomflugor. Inga underarter finns listade i Catalogue of Life.